# دین در ایران
دین در ایران در تاریخ این کشور، از بسیاری از آئین‌ها و مذهب‌ها اثر گرفته است. آیین زرتشت دین اصلی در دوران امپراتوری هخامنشی (۵۵۰–۳۳۰ پیش از میلاد)، امپراتوری اشکانی (۲۴۷ پیش از میلاد - ۲۲۴ میلادی) و امپراتوری ساسانیان (۲۲۴–۶۵۱ میلادی) بود. در سال ۶۵۱ میلادی و در دوره خلافت راشدین، ایران، تسخیر شد و اسلام به‌عنوان دین اصلی، گسترش یافت. مذهب سنی، مذهب غالب اسلامِی پیش از حمله مغول به ایران بود؛ در زمان ایلخانان و تیموریان تسنن تضعیف و تشیع تقویت شد و سرانجام با ظهور صفویان در ایران، شیعه به عنوان مذهب غالب و رسمی درآمد.
ایران، سکونتگاه دومین جمعیت بزرگ یهودیان در خاورمیانه است. بهائیت و مسیحیت، دو اقلیت بزرگ غیرمسلمان در ایران هستند. بهائیان - که از نظر تاریخی بزرگ‌ترین اقلیت در ایران بودند - در طول حیاتشان با آزارهای زیادی در ایران مواجه شدند.
پیروان سه دین مسیحیت، زرتشت و یهودیت در مجلس شورای اسلامی کرسی نمایندگی دارند. کیش زرتشتی در دوره‌هایی پیشین، دین بیشتر مردم ایران بود؛ ولی در دوره کنونی، جمعیت زرتشتیان ایران از ده‌ها هزار نفر، تجاوز نمی‌کند. ایران بزرگ‌ترین جمعیت یهودیان را در جهان اسلام دارد.
اقلیت‌های دینی دیگر عبارتند از: بهائیان، بابیان، مندائیان، یارسان، ایزدیان، شیطان‌پرستان، رائلیان، بوداییان، هندوها و سیک‌ها.
ایرانیان دین‌ناباور و خداناباور نیز از طرف نظام جمهوری اسلامی ایران به رسمیت شناخته نمی‌شوند
و کسانی که از دین اسلام، روی‌گردان شوند حکمشان اعدام است.

## پیشینه

### دوران باستان

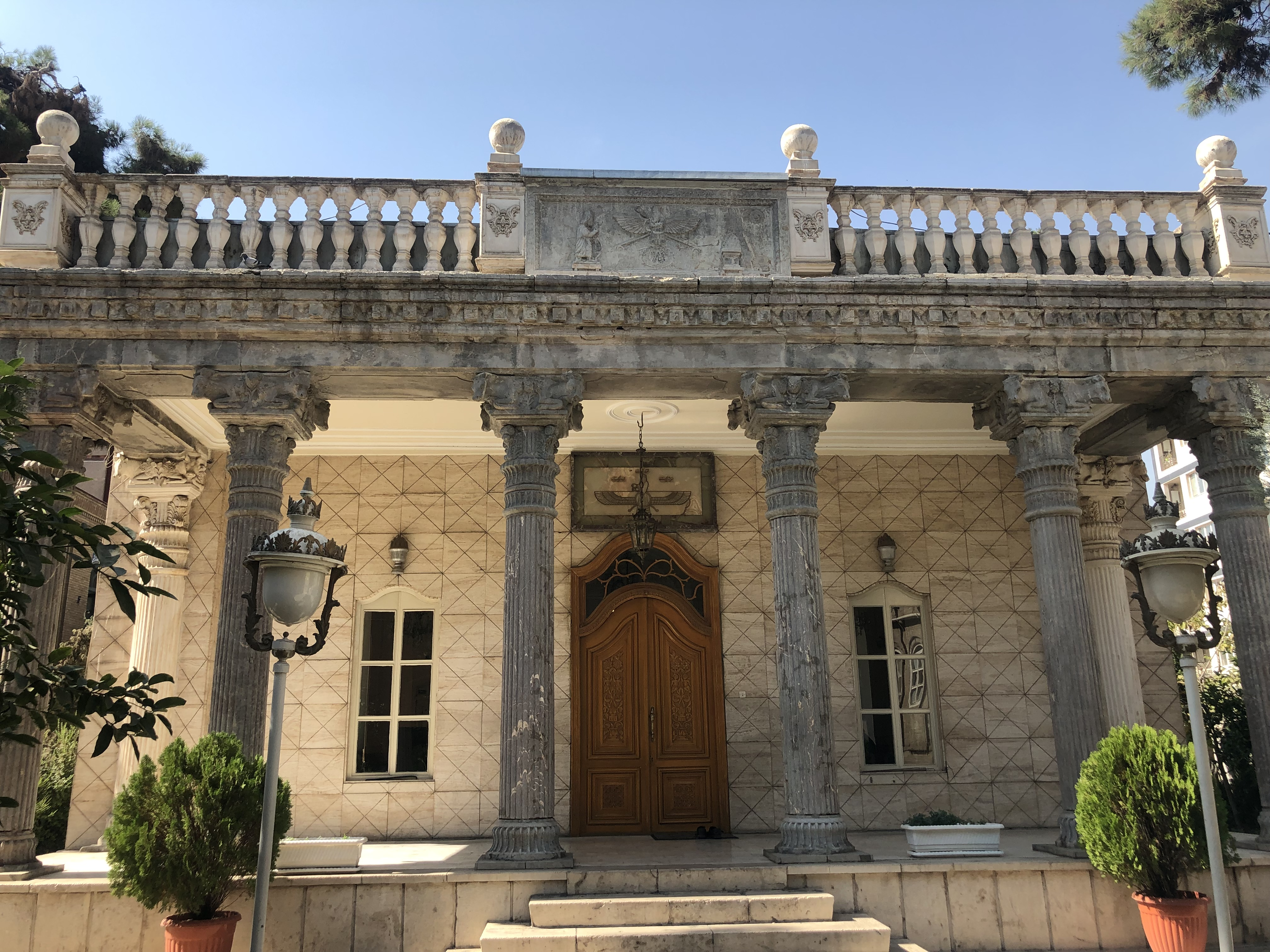
نیایشگاه آدریان؛ از نیایشگاه‌های زرتشتی ایران

در طول تاریخ، ایرانیان سازنده و توسعه‌دهندهٔ دین بوده‌اند و باورهای دینی در زندگی روزمرهٔ ایرانیان، نفوذ فراوانی دارد. از حدود دوران باستان، دین‌های ایرانی آغاز به پدیداری کردند. آیین زرتشتی، دین باستانی ایران است که تاکنون حفظ شده است. مهرپرستی نیز نخستین دینی است که آریاییان ایرانی پس از شهرنشینی تدوین کردند و در خارج از ایران نیز گسترش داشت؛ آثار این آیین، در ایران کنونی نیز یافت می‌شود. قدیمی‌ترین پیامبر ایرانی، زرتشت است که در حدود هزار سال پیش از میلاد پدیدار شد و مزدیسنا را ترویج داد. زرتشت یکتاپرست بود و مردم را به پرستش خدای یکتا دعوت می‌کرد. در مضامین اوستا، اهورامزدا (خدای آیین زرتشتی) بالاترین قدرت جهان هستی دانسته شده است. آیین زرتشتی افزون بر یکتاپرستی، مردم را به رعایت اصول اخلاقی دعوت می‌کرد و جهان را به دو بخش خیر و شر تقسیم کرده بود. منابع در مورد یکتاپرستی زرتشت، توافق ندارند و گروه دوم، مزدیسنا را دارای ثنویت می‌دانند. به صورت کلی، این آیین به عنوان دینی در نظر گرفته می‌شود که گرایش توحیدی دارد اما دارای عناصر قوی ثنویت است. آیین مزدک و آیین مانوی نیز دیگر اثرگذاران مهم دین در ایران هستند.
تاریخ یهودیان در ایران نیز پیشینه‌ای طولانی دارد و قدمت آن به سقوط بابل می‌رسد؛ جایی که کوروش، شاه هخامنشی، یهودیان را که دهه‌های بسیاری در اسارت بودند، آزاد کرد و با توجه به اینکه خود نیز یکتاپرست بود، به یهودیان در بازسازی معابدشان یاری رساند و اموال آنان را بازگرداند. پس از آن، یهودیان در کشورهای گوناگونی از جمله ایران، گسترش یافتند.

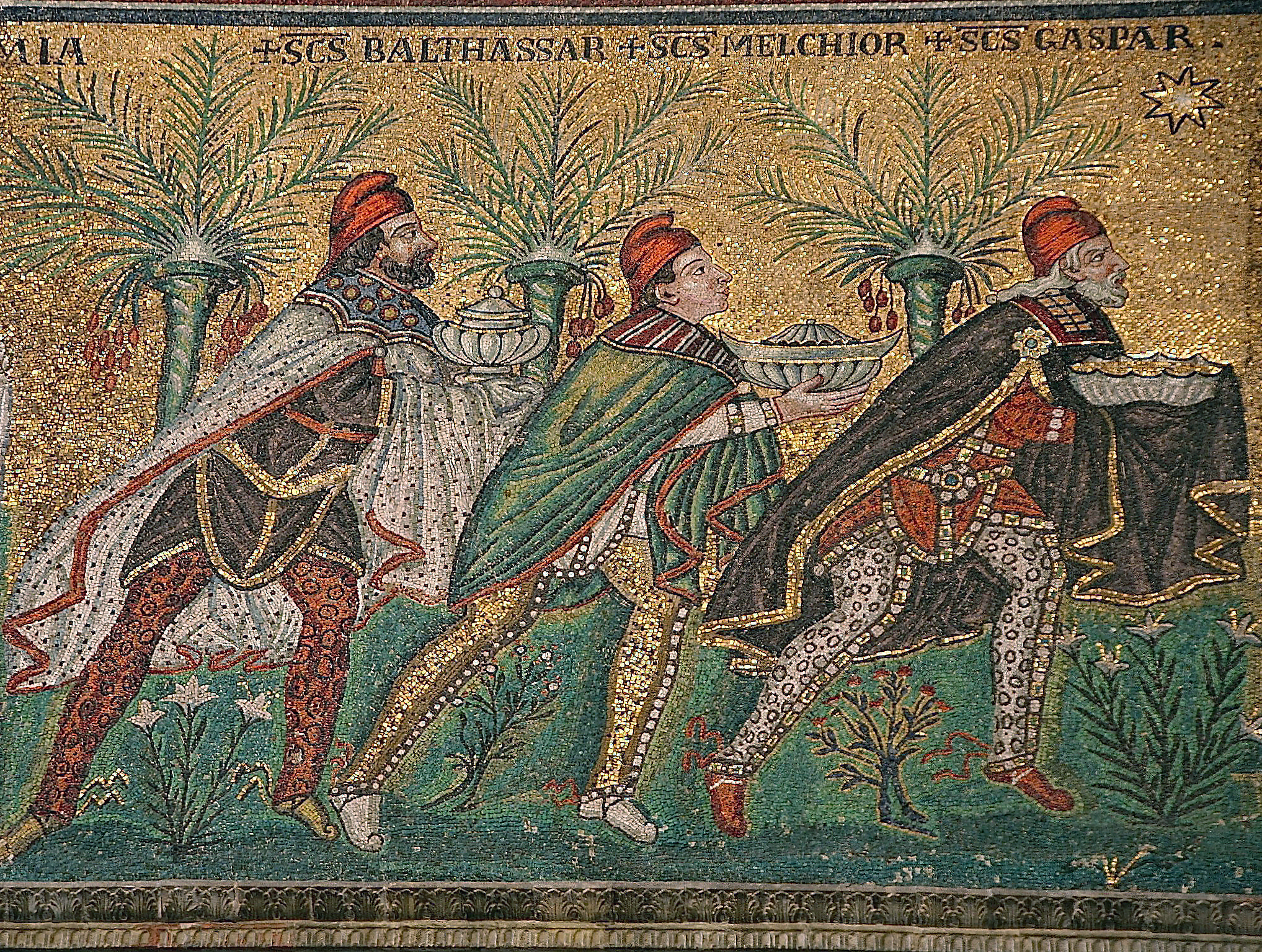
در نقاشی‌های بیزانس معمولاً سه مغ در پوشاک پارسی هستند، نقاشی سال ۵۶۵ میلادی.

نخستین برخورد ایرانیان با مسیحیت را می‌توان دیدار سه مغ با عیسی نوزاد دانست. پادشاهی یزدگرد یکم که کلیسای مشرق را به رسمیت رساند، برای مسیحیان ایران، نقطهٔ عطفی بود. این کارش، منجر به دایر شدن کلیسای ایرانی شد که در سال ۴۲۴ م، استقلال خود را از کلیسای روم اعلام کرد. همچنین در دوره‌هایی، بیزانس تلاش کرد تا در توجه به مسیحیان ایران، در این کشور مداخله کند. سپس پیمان‌هایی میان دو امپراتوری بسته شد که مدارای مذهبی را برای مسیحیان در ایران و زرتشتیان در سرزمین‌های بیزانس فراهم می‌کرد.

### حمله اعراب و ورود اسلام
اسلام شیعه که بیشترین پیرو را در ایران کنونی دارد، در همان اوایل پیدایش اسلام در ایران، مورد علاقهٔ گروه‌هایی از ایرانیان بود؛ با این حال، از زمان سقوط ایران به‌دست مسلمانان در سده هفتم میلادی تا یکپارچگی ایران در سده شانزدهم میلادی به‌دست صفویان، مسلمانان سنی اکثریت بودند. تا پایان سده پانزدهم میلادی اکثر عالمان سنی از سایر سرزمین‌های اسلامی برای تحصیل اسلام به ایران می‌آمدند؛ زیرا در سایر بخش‌های جهان اسلام به اندازه ایران مدارس اسلامی وجود نداشت.

### حمله مغول
شیعیان تا قبل از حمله مغول در بیشتر حکومت‌ها نسبتاً تحت فشار بودند تا در زمان ایلخانان و تیموریان فضای بازتری برای شیعیان و ترویج تشیع به وجود آمد. شیعیان به دربار این حکومت‌ها راه یافتند و از این فرصت برای ترویج تشیع استفاده کردند. تا در زمان ایلخانان سلطان محمد خدا بنده شیعه شد و زمان تیموریان سکه با نام ائمه ضرب شد.

### دوران صفویان

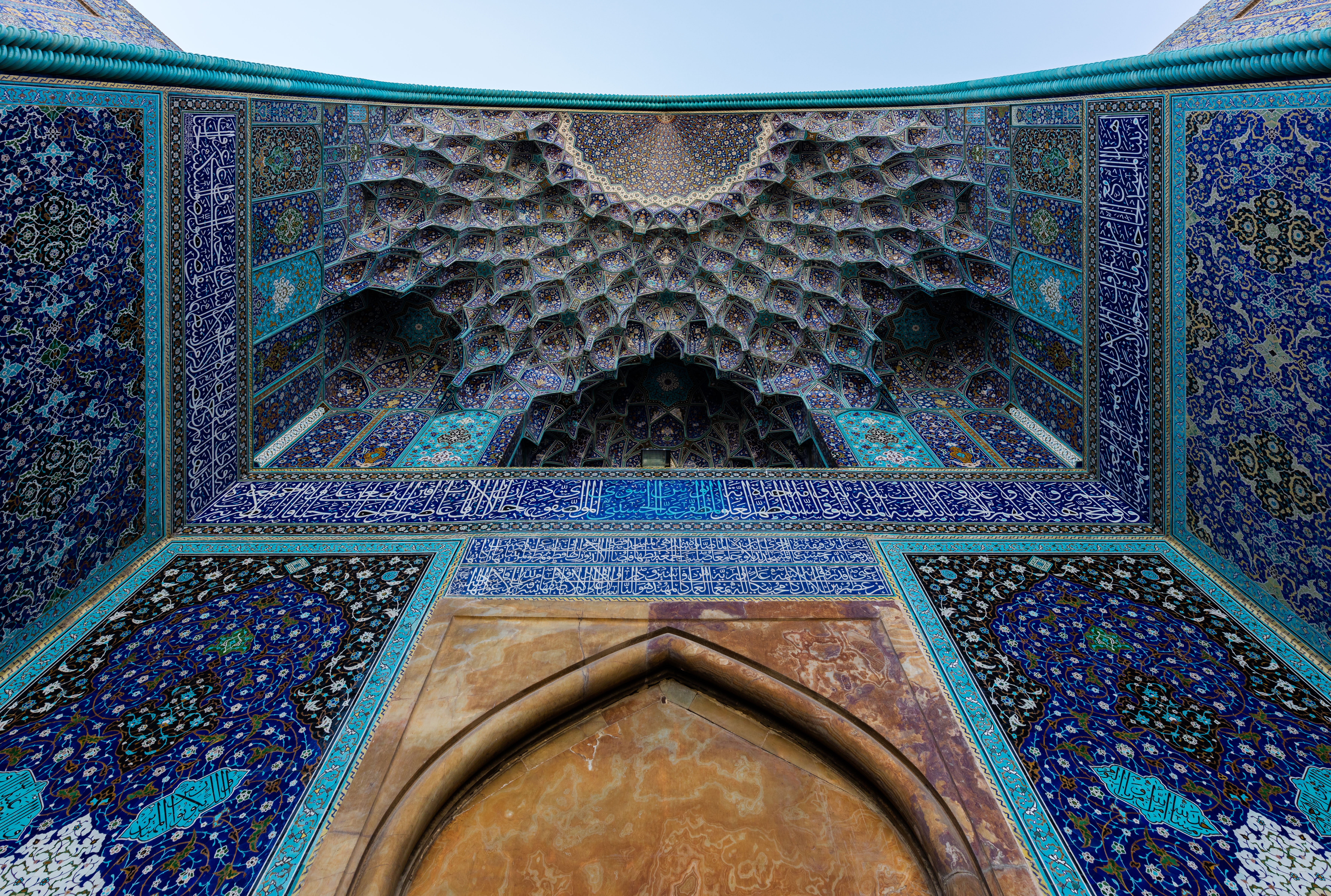
نمایی از مسجد شاه (اصفهان)؛ از مکان‌های مقدس اسلامی ایران

با فرمان شاه اسماعیل و از دوران صفویان شیعه گسترش یافت تا سدی شود در برابر نفوذ دیگر کشورهای مسلمان (سنی مذهب). از دوران صفوی بود که اسلام شیعه اثرگذاری فراوانی بر حیات فرهنگی ایران داشت و شاهان صفوی تلاش کردند تا با پیوند دادن حکومت خود با اسلام، مشروعیت بیشتری کسب کنند. همچنین در دوران صفوی، روحانیت جایگاه بالایی داشت و در زمان شاه تهماسب، فرمان‌های سلطنتی، از جانب مقام روحانی وقت، بررسی و تأیید می‌شدند. در این دوره چندین کلیسا به دستور شاه عباس ساخته شد.

## دوران معاصر

### دوران نادر شاه
نادر شاه خواست تا با بی‌طرفی مذهبی، اهل سنت و عثمانی را راضی نگه دارد و نفوذ علمای شیعه در دولت را کم کند و منابع مالی آن‌ها را محدود کند و به اختلاف مذهبی پایان دهد. تلاش‌های او در این حوزه نتیجه مطلوب را نداشت.

### دوران قاجار
در دوران قاجار به مرور رویکرد عالمان شیعه با گذر زمان و پیشرفت فقه اصولی سیاسی تر شد و رجال دینی در ماجراهای ضد استعماری مانند نهضت تنباکو و مشروطه خواهی فعال شدند. در همین زمان بحث ولایت فقیه مطلقه توسط ملا احمد نراقی مطرح شد و حوزه اختیارات ولی فقیه را در همه زمینه‌ها به جز موارد مخالف قرآن و احادیث اعلام کرد.

### دوران پهلوی

#### پهلوی اول
تا قبل از شروع حکومت او در مراسم عزاداری شرکت می‌کرد و برخورد نسبتاً خوبی با علما داشت. در دوره پهلوی اول چند سال بعد از تشکیل دولت، رویکرد ضد دین و سکولاریسم اتخاذ شد. از جمله منع حجاب، ممنوعیت عزاداری در محرم و استخدام روحانیت در ادارات دولتی بدون لباس روحانیت و با پوشش غربی.
اقدامات رضا شاه برای ایجاد وحدت و یکپارچگی ملی نارضایتی‌های زیادی در میان اقلیت‌های مذهبی و زبانی پدید آورد. مدارس بهایی که تنها در تهران بیش از ۱۵۰۰ دانش آموز داشت در سال ۱۳۱۳ به بهانه برگزاری مراسمی به مناسبت سالگرد کشته‌شدن باب تعطیل شد. در سال ۱۳۱۰ ساموئل حییم نماینده یهودیان در مجلس که در سال ۱۳۰۵ بابت هموندی در کودتای نافرجام محمود پولادین به زندان محکوم شده بود، ناگهان اعدام شد.

#### پهلوی دوم
بعد از شهریور ۱۳۲۰ و تبعید رضا شاه به آفریقای جنوبی، محمدرضاشاه به قدرت رسید. با توجه به حکومت نوپایش او روش پدرش را عوض کرد و لغو ممنوعیت حجاب و واگذاری مدیریت اوقاف به روحانیون و گنجاندن دروس مذهبی در مدارس انجام شد. در این دوره که آزادی‌هایی در مملکت بر قرار شد مردم فرصت دوباره برای احیای سنت‌های از دست رفته خود داشتند. با توجه به خطر حزب توده و مارکسیست و بهاییت‌ها علما و آیت‌الله بروجردی هم از این وضعیت استقبال می‌کردند.

در دوره دولت مصدق برخلاف نظر و تلاش روحانیت برای تقابل با بهائیت مصدق در این رویارویی مشارکت نداشته و در برابر درخواست بروجردی که توسط فلسفی به او برای برخورد با آنان چنین میگوی 
 آقای فلسفی از نظر من، مسلمان و بهائی فرق ندارند، همه از یک ملت وایرانی هستند.
 که این پاسخ موجب بهت و حیرت بروجردی به عنوان زعیم شیعیان می‌شود
پس از کودتای ۲۸ مرداد به علت همراهی روحانیونی مانند آیت‌الله بهبهانی و آیت‌الله کاشانی با شاه در این کودتا و دولت به وعاظی مانند فلسفی تریبون داد تا در رادیو به تشریح اسلام بپردازند و در سال ۱۳۳۴ برای همراهی به دستور شاه حظیرةالقدس معبد بهائیان در تهران به حضور سپهبد نادر باتمانقلیچ رئیس ستاد ارتش تخریب می‌شود.
بعد از درگذشت آیت‌الله بروجردی رابطه میان علما و شاه آرام از بین رفت. شاه در اوایل دهه پنجاه دستور تشکیل سپاه دین را صادر کرد که از مشمولان خدمت وظیفه طلبه و زیر نظر سازمان اوقاف تشکیل می‌شد. روح‌الله خمینی بلافاصله به این موضوع واکنش نشان داد و آن را توطئه علیه دین عنوان کرد. دو گروه انجمن حجتیه و انجمن تبلیغات اسلامی، در دهه ۱۹۶۰ و ۱۹۷۰ میلادی، فعالانه در زمینه بهاییت کار می‌کردند. اسنادی از همدستی بین انجمن تبلیغات اسلامی و ساواک در سازمان‌دهی فعالیت‌های بهایی‌ستیزانه وجود دارد که از جمله آنها، نظارت گسترده بر اعضای فرقه بود.

### دوران جمهوری اسلامی
در اصول دوازده، سیزده و چهارده قانون اساسی جمهوری اسلامی ایران به جز اسلام به عنوان دین رسمی کشور ادیان قانونی ایران معرفی شده‌اند، این ادیان عبارتند از زرتشتی، مسیحیت و یهودیت. بر پایه قانون اساسی، پیروان این ادیان از حقوق شهروندی مشابه با شهروندان مسلمان برخوردارند و بر مبنای اصل شصت و هشتم همین قانون، نمایندگان این اقلیت‌ها در مجلس شورای اسلامی می‌توانند با کتاب مربوط به دین خود سوگند یاد کنند. در قانون اساسی و قوانین عمومی دسترسی به برخی از پست‌ها و مشاغل در سطوح بالا برای غیر مسلمانان منع شده است.
قانون اساسی جمهوری اسلامی ایران، اسلام شیعه را دین رسمی ایران اعلام کرده است. دست کم ۹۰ درصد از ایرانیان، مسلمان شیعه و حدود ۸ درصد از ایرانیان، مسلمانِ سنی هستند. مسیحیت با بیش از ۳۰۰ هزار پیرو، بهائیت با حداقل ۲۵۰ هزار پیرو، دین زرتشت با حدود ۳۲ هزار پیرو و یهودیت با حدود ۳۰ هزار پیرو، دیگر ادیان موجود در ایران هستند. قانون اساسی این کشور، مسیحیت، مزدیسنا و یهودیت را به رسمیت می‌شناسد. از مهم‌ترین مباحث تشیع در ایران، نوید بازگشت امام دوازدهم و ادای احترام به پیشوای شهید او است. غیبت امام دوازدهم به‌طور غیرمستقیم در افزایش قدرت روحانیت در ایران نقش داشت. روحانیت شیعهٔ ایران، از زمان انقلاب ۱۳۵۷ تاکنون، نیروی غالب سیاسی و اجتماعی در ایران بوده است. علمای مذهبی به شکل وسیعی در پست‌های مذهبی در ایران، شاغل هستند. شیعیان این کشور در موارد بسیاری به علمای مذهبی متکی هستند و برای اجتناب از گناه، از یک مرجع تقلید، آموزه‌هایی را دنبال می‌کنند. این امور، قدرت روحانیت در ایران را افزایش داد و نقش آنان را به عنوان میانجی الهی تقویت کرد؛ به اندازه‌ای که در اسلام سنی و شیعهٔ نخستین وجود نداشت.
درست است که تقریباً ۹۰ درصد ایرانیان پیرو مذهب شیعه دوازده امامی هستند و در نتیجه، مجموعه‌ای مشترک از باورها و مناسک را دارند؛ اما در مورد معنا و اهمیت آموزه‌ها و اعمال مختلف، تفاوت‌های چشمگیری وجود دارد. پیش از انقلاب ۱۳۵۷-۱۳۵۸، این تفاوت‌ها عموماً جدی تلقی نمی‌شدند. همه ایرانیان مذهبی، در بی‌اعتمادی به سیاست‌های ضد مذهبی تلقی‌شده رژیم پهلوی و در نهایت مخالفت با آن، متحد بودند. اما ظهور روحانیون و دیگر مبلغان مذهبی به‌عنوان صاحبان اصلی قدرت سیاسی در دوره پس از انقلاب، باعث شد که توجه‌ها در ایران معطوف به این تفسیرهای متنوع از دین شود. در نتیجه، کسانی که با نوع اسلام ارائه‌شده از سوی رهبران مذهبی ـ سیاسی مخالفت دارند، بدون تردید مشروعیت سیاسی آن‌ها را نیز به چالش می‌کشند.
در دوره نظام جمهوری اسلامی ایران به دلیل استفاده از دین برای سرکوب معترضان (و دلایلی دیگر)، دین‌ناباوری از جمله، اسلام‌گریزی
در میان جوانان ایرانی بسیار افزایش یافته است. برخی هجمه رسانه ای و شبکه‌های ماهواره ای را علت اصلی دین گریزی می‌دانند.

#### کیفر به دلیل متفاوت بودن عقیده
در نظام جمهوری اسلامی ایران، سابقهٔ محکومیت افراد به دلیل تفاوت عقیده، وجود دارد.

##### اعدام نوکیشان
مسلمانانی که از دین اسلام، روی‌گردان شوند حکمشان اعدام است. به گفته سروش محلاتی مجازات مرتد، از تعزیرات تغییرپذیر است که در صدر اسلام برای مقابله با گروهی از کافران و منافقان بوده است و تعیین مجازات مرتد و میزان و اجرای آن، بر اساس مصالح جامعه اسلامی متغیر است. از دید برخی، مرتد کسی است که به دنبال استدلال نیست و به اسلام نسبت دروغ می‌دهد تا دین اسلام را تضعیف کند. 

## آمار و نظرسنجی‌ها

### نظرسنجی مؤسسه گمان
دین در ایران (گزارش گمان؛ سال ۲۰۲۰)
بر پایه یک نظرسنجی اینترنتی که گروه مطالعات افکارسنجی ایرانیان-گمان-در خرداد ۱۳۹۹ از مجموعه شبکه اجتماعی پیرامونی آن گروه با نمونه‌گیری گلوله‌برفی انجام داده است. بر پایه نتیجه این نظرسنجی، ۳۲٪ از افراد مورد پرسش خود را «مسلمان شیعه» می‌دانند، ۹٪ خود را خداناباور (آتئیست)، ۸٪ معنویت‌گرا، ۷٫۵٪ زرتشتی، ۷٪ ندانم‌گرا و ۴٫۵٪ خود را مسلمان سنی می‌دانند. همچنین گرایش به عرفان‌گرایی (تصوف)، انسانیت‌گرایی، مسیحیت و بهائیت در کنار گرایش‌های دیگر در جامعه ایران حضور دارند. حدود ۲۲٪ جامعه نیز خود را نزدیک به هیچ‌یک از این گرایش‌ها نمی‌دانند. در این نظرسنجی بیش از ۵۰ هزار پاسخ‌دهنده شرکت کردند و حدود ۹۰٪ پاسخ‌دهندگان ساکن ایران بوده‌اند. بر اساس این نظرسنجی، نزدیک به ۵۰ درصد از جمعیت ایران در نظام جمهوری اسلامی ایران، دین‌ناباور (اعم از: خداناباور، انسانیت‌گرا، ندانم‌گرا، معنویت‌گرا و عرفان‌گرای دین‌ناباور…) شده‌اند.

### دیگر نظرسنجی‌ها
دین در ایران (سال ۲۰۱۱)
آمار‌هایی که نظام جمهوری اسلامی از جمعیت ادیان در ایران منتشر می‌کند قابل اتکا نیست زیرا این آمار‌ها به دلایل مختلف اختلاف فاحشی با آنچه در واقعیت وجود دارد، دارند. از جمله این دلایل می‌توان به موارد زیر اشاره کرد:

#### ترس از افشای هویت دینی
بسیاری از افراد به دلیل ترس از نقض حقوق اقلیت‌ها توسط جمهوری اسلامی مایل به افشای هویت دینی خود نیستند. این نقض حقوق می‌تواند طیف وسیعی از موارد از اعدام تا محرومیت‌های اجتماعی را در بر بگیرد.

#### نقش دین در مشروعیت نظام جمهوری اسلامی
دین، به‌ویژه شیعه‌گرایی، در ساختار حکومت ایران نقشی کلیدی دارد. نظریه «ولایت فقیه» یکی از ارکان اصلی مشروعیت سیاسی ایران است که بر اساس آن، رهبر به عنوان نایب امام زمان در رأس نظام قرار می‌گیرد و مشروعیت الهی دارد. این نظریه اساس ترکیب دموکراسی و تئوکراسی در نظام جمهوری اسلامی است و هرگونه آمار یا داده‌هایی که به کاهش نفوذ دین اشاره کنند، می‌توانند مشروعیت این نظام را با چالش مواجه کنند.

#### کنترل روایت‌های بین‌المللی
عدم انتشار آمار دقیق جمعیتی، مانع از آن می‌شود که سازمان‌های بین‌المللی یا کشورها به ارزیابی مستقلی از وضعیت اقلیت‌های دینی در ایران دست پیدا کنند. این مسئله به حکومت امکان می‌دهد تا روایت خاص خود را درباره جمعیت دینی ایران ارائه دهد.
با این حال بر پایهٔ سرشماری سال ۱۳۹۰، وضع دین در ایران این سال، این‌گونه بود: ۹۹٫۹۸٪ مسلمان و ۰٫۰۲٪ به دیگر اقلیت‌های به رسمیت شناخته باور دارند. بر پایهٔ نظرسنجی انجام‌شده توسط مؤسسه جهانی پیمایش ارزش‌ها (WVS) انجام شده ۹۶٫۵٪ درصد از ایرانیان خود را مسلمان می‌دانند. بر پایهٔ اطلاعات نامه جهان-که توسط CIA منتشر شده-۹۰ الی ۹۵ درصد از ایرانیان مسلمان، خود را به عنوان شیعه، که مذهب اصلی در ایران است، می‌شناسند و حدود ۵ الی ۱۰ درصد از آن‌ها خود را سنی یا صوفی می‌دانند. همچنین بر پایه برخی از آمارها (تا سال ۱۳۸۵)، زرتشتیان ایران، نزدیک به ۲۰ هزار تن، مسیحیان، نزدیک به ۱۱۰ هزار تن، یهودیان، نزدیک به ۱۰ هزار تن و بهائیان، بین ۴۰ هزار تا ۳۰۰ هزار تن است. عبدالحمید اسماعیل‌زهی امام جمعه اهل سنت شهر زاهدان می‌گوید «طبق آماری که دارد»، مقدار مسلمانان سنی ۲۰ درصد است.

## آزادی و مدارای دینی
یافته‌های تاریخی همچون منشور به جا مانده از پادشاهی کوروش بزرگ که به وجود ادیان گوناگون و آزادی پیروان آنان اشاره دارد و نوشتارهای تاریخی، هم‌زیستی ادیان در ایران را گزارش می‌دهند. در زمان ساسانیان با پیوند دین و دولت مدارای دینی در زمان پادشاهان مختلف تغییر می‌کرد. بعد از حمله اعراب به ایران این هم زیستی به هم خورد در بازه‌های زمانی مختلف فشار بر اقلیت‌های دینی کم و زیاد شد. در سلطنت پهلوی اول مدارای دینی، کاهش پیدا کرد اما در اواسط پهلوی دوم یکی از ویژگی‌های ایران بود. کمی بعد از انقلاب اسلامی در سال ۱۳۵۷، گروه‌هایی از اقلیت‌های دینی به مهاجرت دست زدند و همچنین برخی اقلیت‌های دینی ایران، همانند پیروان بهائیت، مورد آزار قرار گرفته‌اند. در دوره نظام جمهوری اسلامی تبعیض‌های دینی نمود بیشتری پیدا کردند، این نظام که دین رسمی ایران را شیعه اعلام کرده است نه تنها آزادی دیگر ادیان و اقلیت‌ها (همچو: خداناباوران، اهل سنت، یهودیان و غیره) را به رسمیت نمی‌شناسد بلکه آن‌ها را مورد آزار و اذیت نیز قرار می‌دهد. مولوی عبدالحمید، از رهبران مسلمانان اهل سنت در رابطه با یکی از موارد تبعیض‌هایی که جمهوری اسلامی بر اهل سنت اعمال می‌کند، می‌گوید:
«ممنوعیت ثبت‌ نام و حضور «زنان» و «اهل‌سنت» برای تصدی پست ریاست‌ جمهوری که در اصل ١١۵ قانون اساسی آمده است، با «شریعت اسلام و قوانین بین‌المللی» مطابقت ندارند و در طول این ۴۵ سال سه قشر «زنان»، «اهل‌سنت» و آن ‌دسته از شایستگان و توانمندانی که از طیف خاص مذهبی و سیاسی نیستند همواره محروم شده‌اند.»— مولوی عبدالحمید

## فهرست

### فهرست دین‌های به رسمیت شناخته شده در جمهوری اسلامی
1. اسلام[۸۰]
  1. شیعه (مذاهب:  جعفریِ اثنی‌عشری و زیدیه).
  2. سنی ( مذاهب: حنفیه، شافعیه، مالکیه و حنبلیه).
2. علاوه بر آن، دین‌های زیر که در اسلام به «اهل کتاب» معروفند نیز به رسمیت شناخته شده و حقوق محدودی دارند:
  1. زرتشتی
  2. یهودیت
  3. مسیحیت
  4. صابئیت[۸۱]

### فهرست دیگر مکتب‌های فعال در ایران
1. خداناباوری
2. ندانم‌گرایی
3. دین‌ناباوری
4. ایزدی[۸۲]
5. یارسان[۸۳]
6. بابیت
7. بهائیت

- مذهب‌های اسلامی و مرتبط با اسلام:

1. علی‌اللهی
2. شیخیه
3. اسماعیلیه
4. صوفیه
5. ذهبیه
6. اویسیه
7. نوربخشیه
8. نعمت‌اللهیه
9. خاکساریه
10. ملامتیه
11. قادریه
12. نقشبندیه
13. چشتیه